# Metassamia soerensenii
Metassamia soerensenii is een hooiwagen uit de familie Assamiidae.